# Heiligkreuzkirche (Vieselbach)

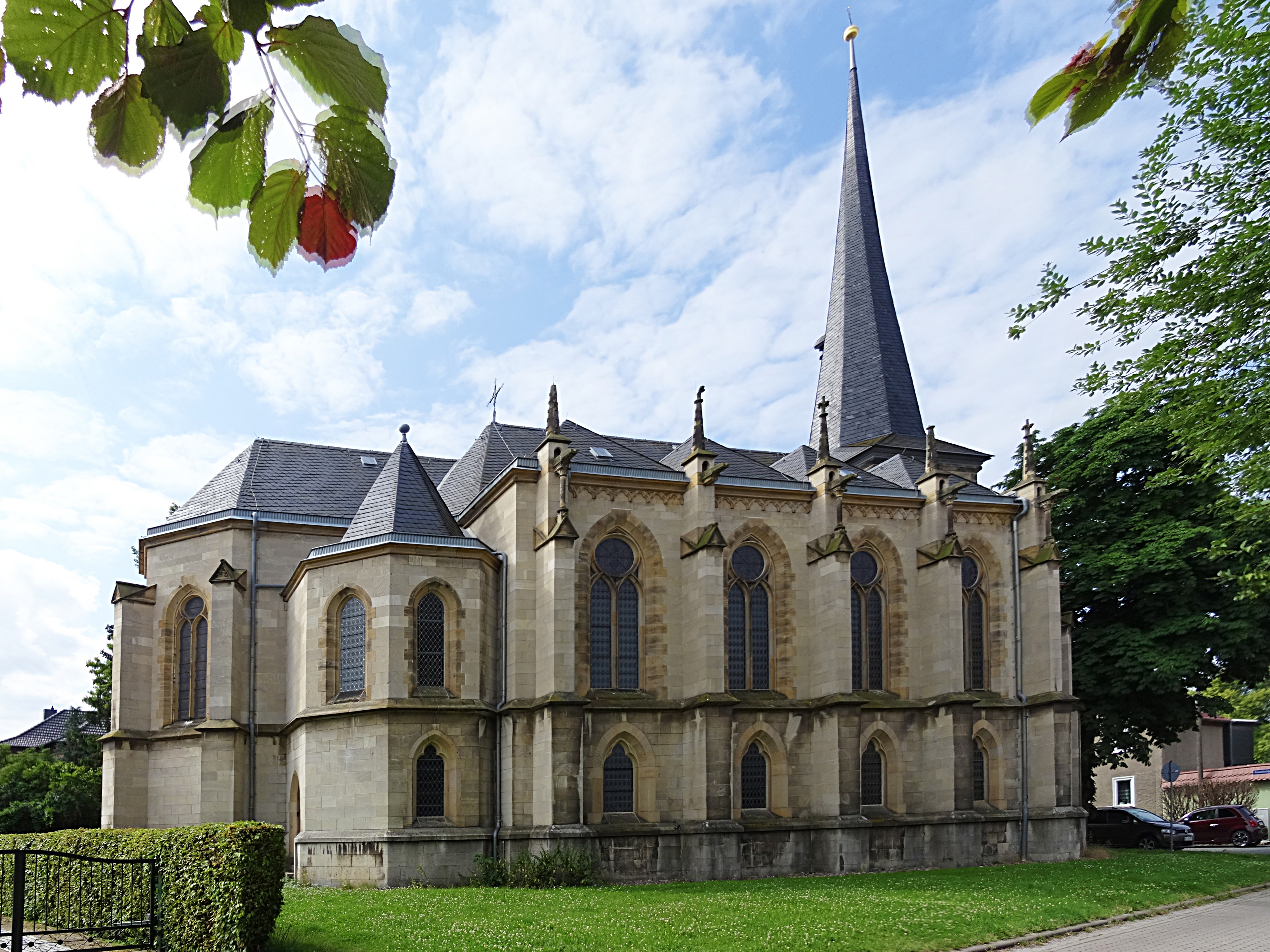
Die Kirche

Die Heiligkreuzkirche steht im Ortsteil Vieselbach der Stadt Erfurt in Thüringen. Die Kirchengemeinde gehört zum Kirchspiel Vieselbach im Kirchenkreis Weimar der Evangelischen Kirche in Mitteldeutschland.

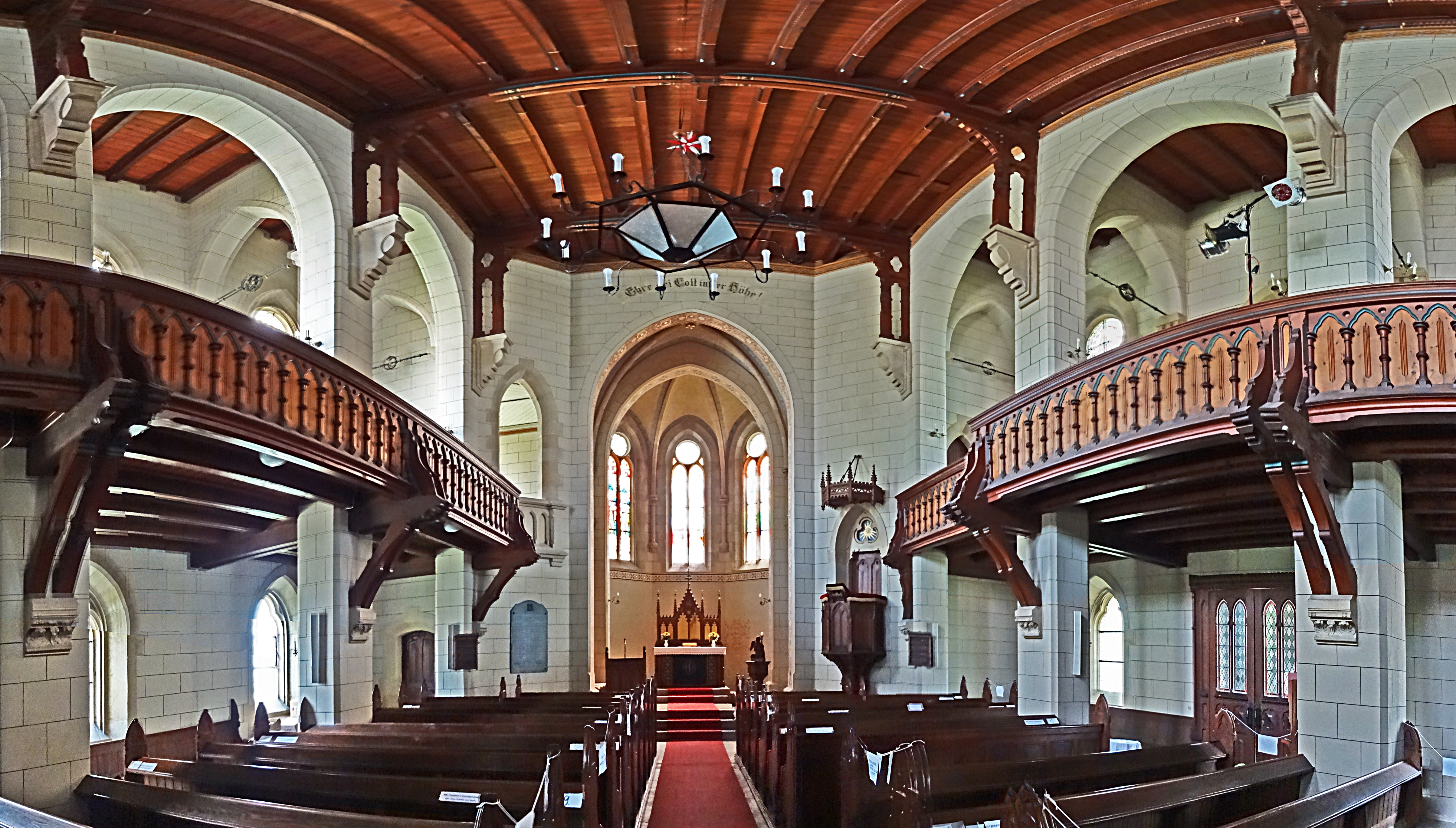
Innenraum-Panorama

## Lage
Früher befand sich die Kirche zentraler im Ort, heute liegt sie durch Erweiterung des Umfelds nördlich.

## Geschichte
Die erste Kirche in Vieselbach wurde im Mittelalter erbaut. Erhalten blieb der 49 Meter hohe schlanke Kirchturm mit eingearbeiteter Drehung und der achteckigen geschieferten Spitze.
Ende des 19. Jahrhunderts war sie in einem so schlechten Zustand, dass man einen Neubau beschloss. Die alte Kirche wurde abgerissen, die Steine dienten für den Neubau. 1894 bis 1895 wurde das Kirchenschiff im neugotischen Stil errichtet. Emporen und Bänke waren kunstvoll gestaltet und die Holzdecke in der Holztonne angebracht. Am 16. September 1895 wurde die Kirche zum ursprünglichen Kirchweihtermin am zweiten Septemberwochenende wieder eingeweiht.
Nach der politischen Wende erfolgte eine Sanierung des Gebäudes. 2003 wurde die bauzeitliche Bossierung an den Wänden des Kirchenschiffes wieder hergestellt. Ein Jahr später konnte der Altarraum mit der ehemaligen Farbe wieder neu bemalt werden. Die Buntglasfenster der Ostseite von Wilhelm Franke aus Naumburg aus dem Jahr 1895 wurden ebenfalls instand gesetzt.
Seit 2016 ist die Kirche Spielort des Projektes Sommerkonzerte in Erfurter Dorfkirchen des Kammermusikvereins Erfurt.

## Geläut
Die Glocke aus dem Jahr 1522 wurde damals mit heiligen Texten von Heinrich Ziegler in Erfurt gegossen. Eine zweite Glocke vom 22. September 1957 stammt von der Firma Schilling in Apolda.

## Orgel

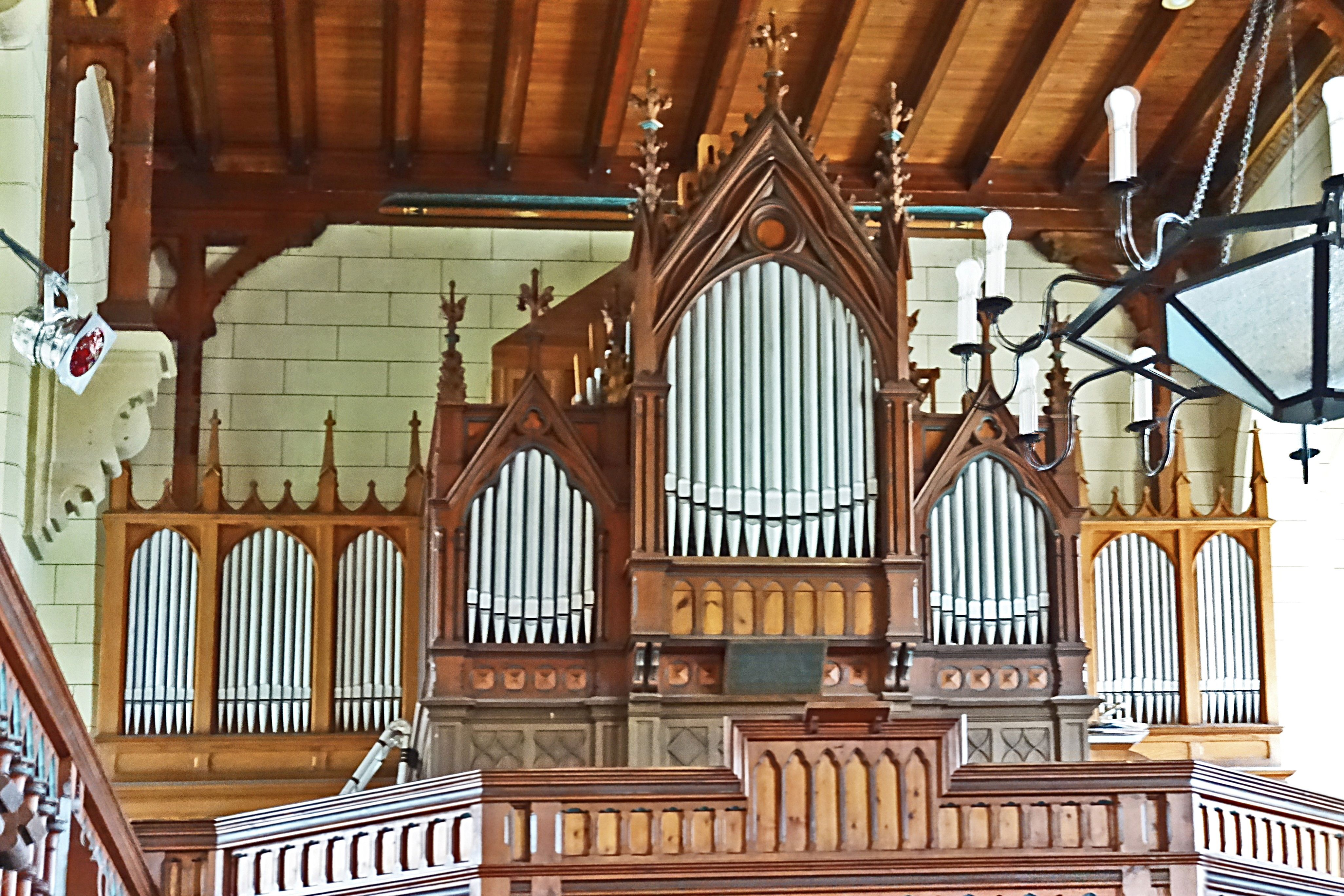
Die Orgel

Die Orgel ist ein Instrument der Orgelbau-Anstalt W. Sauer, Inh. Oscar Walcker aus dem Jahr 1925 im Stil der Hochromantik. Stifter war damals der Gutsbesitzer Otto Lippold, der sie zum Gedenken seines im Ersten Weltkrieg gefallenen Sohnes stiftete. 2003–2006 wurde die Orgel von Christian Scheffler aus Sieversdorf bei Frankfurt an der Oder saniert.